# 脱乙酰基文多灵
脱乙酰基文多灵是一种有机化合物，分子式C23H30N2O5，存在于長春花（Catharanthus roseus）等植物中，由脱乙酰氧基文多灵羟基化生成，再转化为文多灵，是长春碱生物合成的前体。